# Muzeum Magurskiego Parku Narodowego w Krempnej
Muzeum Magurskiego Parku Narodowego w Krempnej – muzeum działające w ramach Ośrodka Edukacyjnego wraz z Muzeum Magurskiego Parku Narodowego, z siedzibą w Krempnej.
Placówka została otwarta 3 czerwca 2005 roku. Na stałe ekspozycje muzeum składają się: sala z multimedialną projekcją, prezentującą faunę i florę Beskidu Niskiego, dioramy prezentujące poszczególne pory roku oraz wystawy korzeni drzewo i poroży jeleni oraz saren.
Placówka czynna jest przez cały rok, z wyjątkiem poniedziałków i świąt. Wstęp jest płatny.
Projekt budynku muzeum został wyłoniony w wyniku konkursu architektonicznego w 1999 roku. Zwyciężyła Pracownia Architektoniczna Archicomp z Rzeszowa.